# Tony Todd
Anthony Tiran Todd (Washington D. C., 4 de diciembre de 1954-Marina del Rey, California, 6 de noviembre de 2024), más conocido como Tony Todd, fue un actor estadounidense, conocido por interpretar a Candyman en la trilogía de películas de terror del mismo nombre.

## Primeros años
Todd nació en Washington D. C. y creció en Hartford, Connecticut, donde asistió a escuelas locales. Además fue boy scout, miembro de la Tropa 450. Asistió a la Universidad de Connecticut y estudió actuación en el Eugene O'Neill National Theatre Institute.

## Carrera

### Cine
Trabajo en más de 100 películas y telefilmes, y actuó junto a muchas estrellas de primer nivel de Hollywood. Entre sus créditos se encuentran: Platoon (1986), La noche de los muertos vivientes (1990), Candyman (1992), El cuervo (1994), La Roca (1996), Wishmaster (1997), la serie de películas de Destino final (2000–2025) y Minotaur (2006). Todd le dio la voz a Fallen en Transformers: la venganza de los caídos.

### Teatro y televisión
También actuó en Broadway y en televisión, haciéndose particularmente notables sus apariciones en series populares de ciencia ficción o fantasía. Es reconocido por los seguidores de Star Trek como Kurn, el hermano de Worf, en Star Trek: The Next Generation y Star Trek: Deep Space Nine. Además tuvo papeles como invitado como el hirógeno alfa en un episodio de Star Trek: Voyager y como el adulto Jake Sisko en el episodio «The Visitor» de Star Trek: Deep Space Nine.
Otros de sus trabajos en televisión incluyen un papel habitual en Boston Public y como invitado en Law & Order, Homicide: Life on the Street, Hercules: The Legendary Journeys, Xena: Warrior Princess como Cécrope I, The X-Files, Smallville, Angel, 24, Charmed, Without a Trace, Stargate SG-1, Andromeda, Criminal Minds y Chuck.
Fue uno de los pocos actores que interpretó dos personajes diferentes en 24. Resultó inicialmente elegido para interpretar al Detective Michael Norris en la tercera temporada y cuatro años después apareció como el General Benjamin Juma en el telefilme 24: Redemption y en la séptima temporada de la serie.

### Videojuegos
En sus últimos años también trabajó en algunas obras de ocio interactivo. Interpretó a Venom en Spider-Man 2 (2023), así como a Locus (también se usó su modelo físico) en Indiana Jones y el Gran Círculo, que se estrenó a nivel mundial un mes después de su fallecimiento.[cita requerida]

## Muerte
Falleció el 6 de noviembre de 2024 a los 69 años debido a un cáncer de estómago con el que estaba batallando.

## Filmografía
- Sleepwalk (1986) – Mr. Barrington
- Platoon (1986) – Sgt. Warren
- Peng! Du bist tot! (1987) – Undercover Agent
- 84 Charing Cross Road (1987) – Demolition Worker
- Enemy Territory (1987) – The Count
- Colors (1988) – Veterano de Vietnam
- Bird (1988) – Frog
- Lean on Me (1989) – Mr. William Wright
- Voodoo Dawn (1990) – Makoute
- Criminal Justice (1990) – Detective Riley
- La noche de los muertos vivientes (1990) – Ben
- The Bride in Black (1990)
- Sunset Heat (1991) – Drucker
- Love and Curses... And All That Jazz (1991) – Emile Gaston
- Keeper of the City (1991) – Bridger
- Candyman (1992) – The Candyman / Daniel Robitaille
- Excessive Force (1993) – Frankie Hawkins
- El cuervo (1994) – Grange
- Burnzy's Last Call (1995) – Marla
- Candyman: Farewell to the Flesh (1995) – The Candyman / Daniel Robitaille
- Black Fox (1995) – Britt Johnson (Black Fox)
- Sushi Girl (2012) - Duke
- Unbroken – Reverendo Bill Abernathy
- Black Fox: The Price of Peace (1995) – Britt Johnson (Black Fox)
- Black Fox: Good Men and Bad (1995) – Britt Johnson (Black Fox)
- Beastmaster III: The Eye of Braxus (1996) – Seth
- La Roca (1996) – Capitán Darrow
- Driven (1996) – Darius Pelton
- Them (1996) – Berlin
- Sabotaje (1996) – Sherwood
- True Women (1997) – Ed Tom
- Wishmaster (1997) – Johnny Valentine
- Univers'l (1997) – Marcus
- Butter (1998) – Benzo Al
- Shadow Builder (1998) – Covey
- Caught Up (1998) – Jake
- The Pandora Project (1998) – Garrett Houtman, director de la CIA
- Stir (1998) – Bubba
- Babylon 5: A Call to Arms (1999) – Leonard Anderson
- The Dogwalker (1999) – Mones
- Candyman 3: Day of the Dead (1999) – The Candyman / Daniel Robitaille
- Destino final (2000) – William Bludworth (Forense)
- Le Secret (2000) – Bill
- Scarecrow Slayer (2003) – Caleb Kilgore
- Control Factor (2003) – Reggie
- Destino final 2 (2003) – William Bludworth (Forense)
- Silence (2003) – Eric Crowell
- Murder-Set-Pieces (2004) – Dependiente
- House of Grimm (2005) – Grimm
- Heart of the Beholder (2005) – Chuck Berry
- Turntable (2005) – Victor
- The Prophecy: Forsaken (2005) – Stark
- I.O.U (2005) – Jack Bruckner
- Dark Assassin (2006) – Ghost
- Shadow: Dead Riot (2006) – Shadow
- El extraño caso del doctor Jekyll y el señor Hyde (2006) – Dr. Jekyll/Mr. Hyde
- Destino final 3 (2006) – Voz del diablo (atracción) / Voz del conductor del tren
- Minotaur (2006) – Deucalion
- The Absence of Light (2006) – El alquimista
- The Eden Formula (2006) – James Radcliffe
- Valerie on the Stairs (2006) - The Beast (Otakai)
- Hatchet (2007) – Clive Washington (Rev. Zombie)
- Mercy Street (2007) – Christopher
- Chicago Massacre: Richard Speck (2007) – Capitán Dunning
- Tournament of Dreams (2007) – Isaiah Kennedy
- Shadow Puppets (2007) – Steve
- The Eyes of Samir (2007) – Steve Mcreedy
- The Man from Earth (2007) – Dan
- The Mannsfield 12 (2007) – Hunnit Grand
- iMurders (2008) – Agente Washington
- Bryan Loves You (2008) – El narrador
- Nite Tales: The Movie (2008) – Clown
- Dark Reel (2008) – Det Shields
- Job (2008) – Headmaster Goodwynne
- The Thirst: Blood War (2008) – Julien
- Black Friday (2008) – Roger Fremonte
- Dockweiler (2008) – The Duke
- Tom Cool (2009) – Mac Angel
- Dead in Love (2009)
- Are You Scared 2 (2009) – Controlador
- Penance (2009) – Chófer
- Transformers: la venganza de los caídos (2009) (voz) – Megatronus Prime / The Fallen
- Fences (2009)
- Vampire in Vegas (2009) – Sylvian
- The Graves (2010) – Reverendo Abraham
- Three Chris's (2010) – God
- The Quiet Ones (2010) – Presentador del programa de televisión/Narrador
- A Night at the Silent Movie Theater (2010) – Jones
- Beg (2010) – Nathan McVay
- Poe (2010)
- Hatchet II (2010)
- Night of the Living Dead: Origins 3D (2010) – Ben
- Jack the Reaper (2011) - Steel
- Destino final 5 (2011) – William Bludworth (Forense)
- The Young and the Restless (2013) – Gus Rogan
- The Flash (2015) – Zoom
- Riverdale (2017) – Granjero McGinty
- Hell Fest (2018) – Barker
- The Final Wish (2019) – Colin
- Candyman (2021) – The Candyman / Daniel Robitaille
- Marvel's Spider-Man 2 (2023) –  Venom
- Final Destination: Bloodlines (2025) William Bludworth (póstumo)